# Доктор Хаус (сезон 4)
Четвертий сезон американського телесеріалу «Доктор Хаус» має 16 серії. Прем'єра першої серії відбулась 25 вересня 2007, останню серію показували 19 травня 2008.

## В ролях

### В головних ролях
- Г'ю Лорі — доктор Грегорі Хаус
- Ліза Едельштейн — доктор Ліза Кадді
- Омар Еппс — доктор Ерік Форман
- Роберт Шон Леонард — доктор Джеймс Вілсон
- Олівія Вайлд — доктор Ремі Хадлі (Тринадцята)
- Пітер Джекобсон — доктор Кріс Тауб
- Кел Пенн — доктор Лоренс Катнер

### В другорядних ролях
- Дженніфер Моррісон — доктор Елісон Кемерон
- Джессі Спенсер — доктор Роберт Чейз
- Енн Дудек — доктор Ембер Волакіс
- Джанель Молоні - Меггі
- Еді Газегі — доктор Джеффрі Коул
- Енді Комеас — доктор Тревіс Бреннан
- Кармен Аргензіано — доктор Генрі Добсон
- Майкл Мішель — доктор Саміра Терзі

## Епізоди
| №         | Назва                                             | Режисер(и)           | Сценарист (и)                                                     | Вийшла в США      | Перегляд американцями (у мільйонах) | Рейтинг        |
| --------- | ------------------------------------------------- | -------------------- | ----------------------------------------------------------------- | ----------------- | ----------------------------------- | -------------- |
| 71 (4-01) | «Один» «Alone»                                    | Деран Сараф'ян       | Пітер Блек і Девід Шор                                            | 25 вересня 2007   | 14,52                               | 16             |
| 72 (4-02) | «Те, що треба» «The Right Stuff»                  | Деран Сараф'ян       | Доріс Еган і Леонард Дік                                          | 2 жовтня 2007     | 17,4                                | 6              |
| 73 (4-03) | «97 секунд» «97 Seconds»                          | Девід Плетт          | Рассел Френд і Гарет Лернер                                       | 9 жовтня 2007     | 18,03                               | 5              |
| 74 (4-04) | «Янгол-хранитель» «Guardian Angels»               | Деран Сараф'ян       | Девід Хоселтон                                                    | 23 жовтня 2007    | 18,10                               | 5              |
| 75 (4-05) | «Дзеркало, дзеркало» «Mirror Mirror»              | Девід Плетт          | Девід Фостер                                                      | 30 жовтня 2007    | 17,29                               | 7              |
| 76 (4-06) | «Готові на все» «Whatever It Takes»               | Хуан Хосе Кампанелья | Томас Л. Моран і Пітер Блек                                       | 6 листопада 2007  | 18,17                               | 6              |
| 77 (4-07) | «Страшний» «Ugly»                                 | Девід Страйтон       | Сін Вайтеселл                                                     | 13 листопада 2007 | 16,95                               | 6              |
| 78 (4-08) | «Краще тобі не знати» «You Don't Want to Know»    | Леслі Лінка Глеттер  | Сара Гесс                                                         | 20 листопада 2007 | 16,88                               | 6              |
| 79 (4-09) | «Ігри» «Games»                                    | Деран Сараф'ян       | Елі Етті                                                          | 27 листопада 2007 | 16,96                               | 7              |
| 80 (4-10) | «Прекрасна брехня» «It's a Wonderful Lie»         | Метт Шекмен          | Памела Девіс                                                      | 29 січня 2008     | 22,56                               | 6              |
| 81 (4-11) | «Заморожений» «Frozen»                            | Девід Страйтон       | Ліз Фредман                                                       | 5 лютого 2008     | 29,04                               | 3              |
| 82 (4-12) | «Ніколи не змінюйся» «Don't Ever Change»          | Деран Сараф'ян       | Доріс Еган і Леонард Дік                                          | 12 лютого 2008    | 23,15                               | 3              |
| 83 (4-13) | «Бувайте, приємний хлопче» «No More Mr. Nice Guy» | Деран Сараф'ян       | Девід Шор і Девід Хоселтон                                        | 28 квітня 2008    | 14,51                               | Буде оголошено |
| 84 (4-14) | «Утілюючи мрії» «Living the Dream»                | Девід Страйтон       | Сара Гесс і Ліз Фредман                                           | 5 травня 2008     | 13,26                               | Буде оголошено |
| 85 (4-15) | «Голова Хауса» «House's Head»                     | Грег Яітанес         | Доріс Еган, Пітер Блек, Девід Фостер, Рассел Френд і Гарет Лернер | 12 травня 2008    | 14,84                               | Буде оголошено |
| 86 (4-16) | «Серце Вілсона» «Wilson's Heart»                  | Кеті Якобс           | Доріс Еган, Пітер Блек, Девід Фостер, Рассел Френд і Гарет Лернер | 19 травня 2007    | 16,16                               | Буде оголошено |